# Cole Point
Der Cole Point ist eine Landspitze am südlichen Ende der Dean-Insel inmitten des Getz-Schelfeises vor der Hobbs-Küste des westantarktischen Marie-Byrd-Lands.
Der United States Geological Survey kartierte die Landspitze anhand eigener Vermessungen und Luftaufnahmen der United States Navy aus den Jahren von 1959 bis 1965. Das Advisory Committee on Antarctic Names benannte sie 1974 nach Lawrence M. Cole, Bauarbeiter auf der Byrd-Station im Jahr 1969.